# Llaç de remolc
El llaç de remolc o nus de remolc és un nus doble en bucle que pot usar-se per al transport de persones. Per a una persona conscient, cada bucle es col·loca al voltant d'una cama i la persona s'afirma del peu de la corda. Aquest nus pot servir com una cadira Bosun improvisada. Per a una persona inconscient, un dels bucles es col·loca al voltant de les aixelles i el segon al voltant dels genolls.
Aquest nus posseeix una elegant simetria i pot ser lligat amb rapidesa quan l'hi domina. A diferència del nus as de guia portuguès, posseeix l'avantatge que cada cicle, està separat de forma fixa. És un nus complex, i si no s'estreny el nus es corre el risc de caiguda. Un nus "Silla de bomber" és un altre tipus de nus amb doble llaç, que és més pràctic, no posseeix l'elegància d'un as de guia espanyol, però és més fàcil de lligar i posseeix menys possibilitats de caiguda.

Donades aquestes característiques és freqüentment empleat en la formació de personal de rescat en muntanya, o rescat urbà, donada la seva utilitat com a element de trasllat en altura d'accidentats davant la manca de taules espinals o altres indumentàries de rescatismo. 

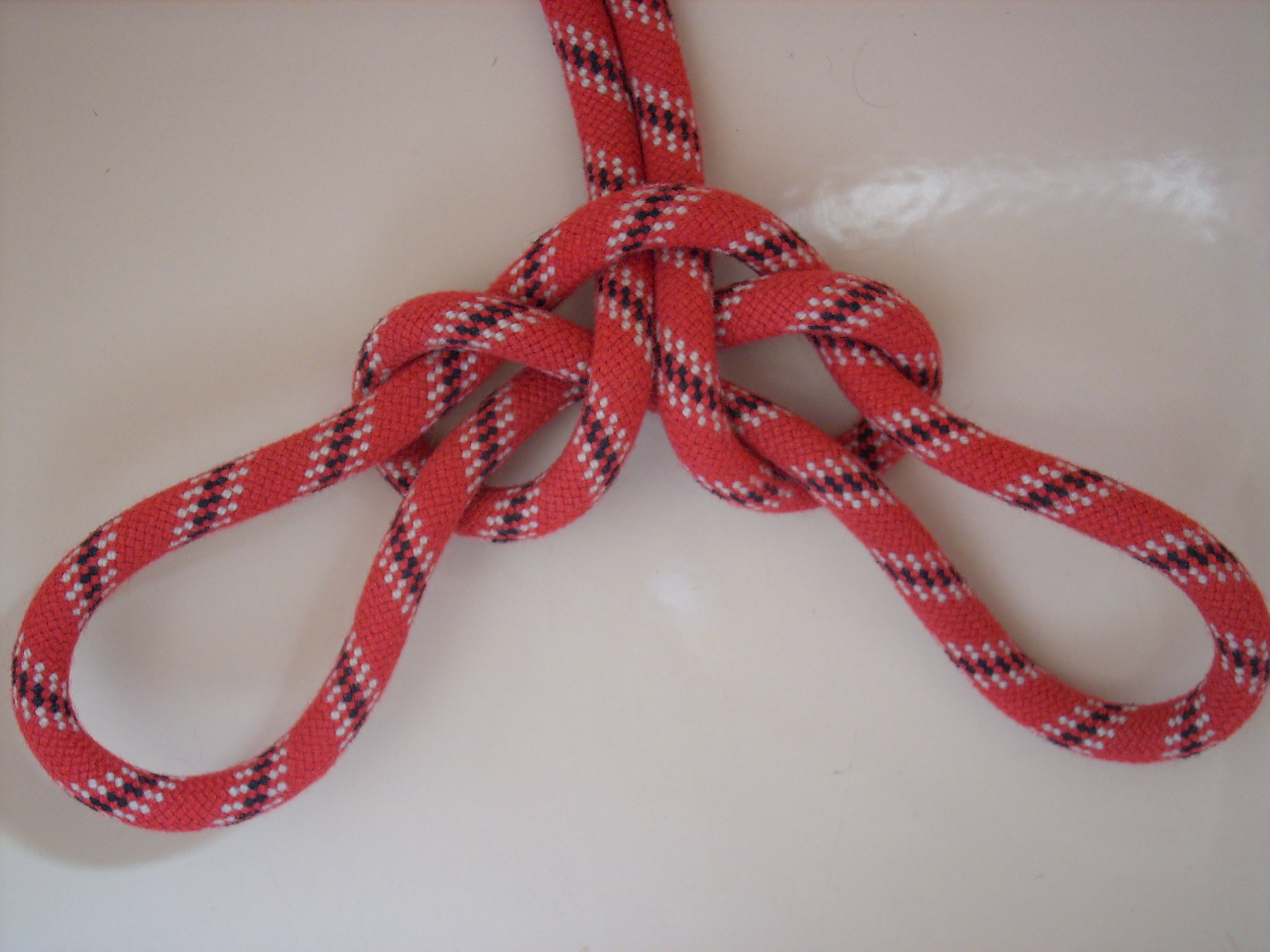
Vista posterior del nus
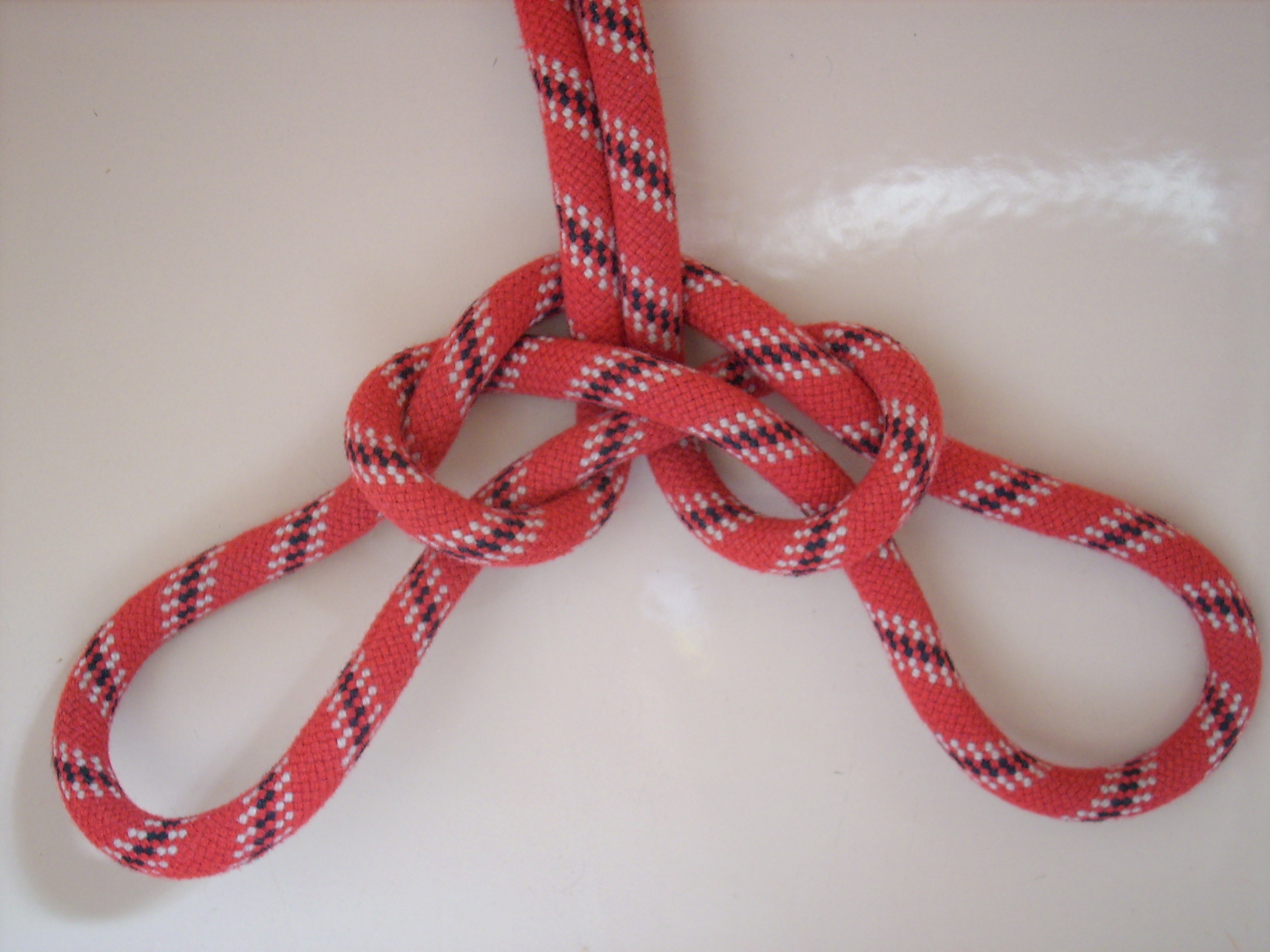
Vista anterior del nus